# 納韋爾武塔山脈

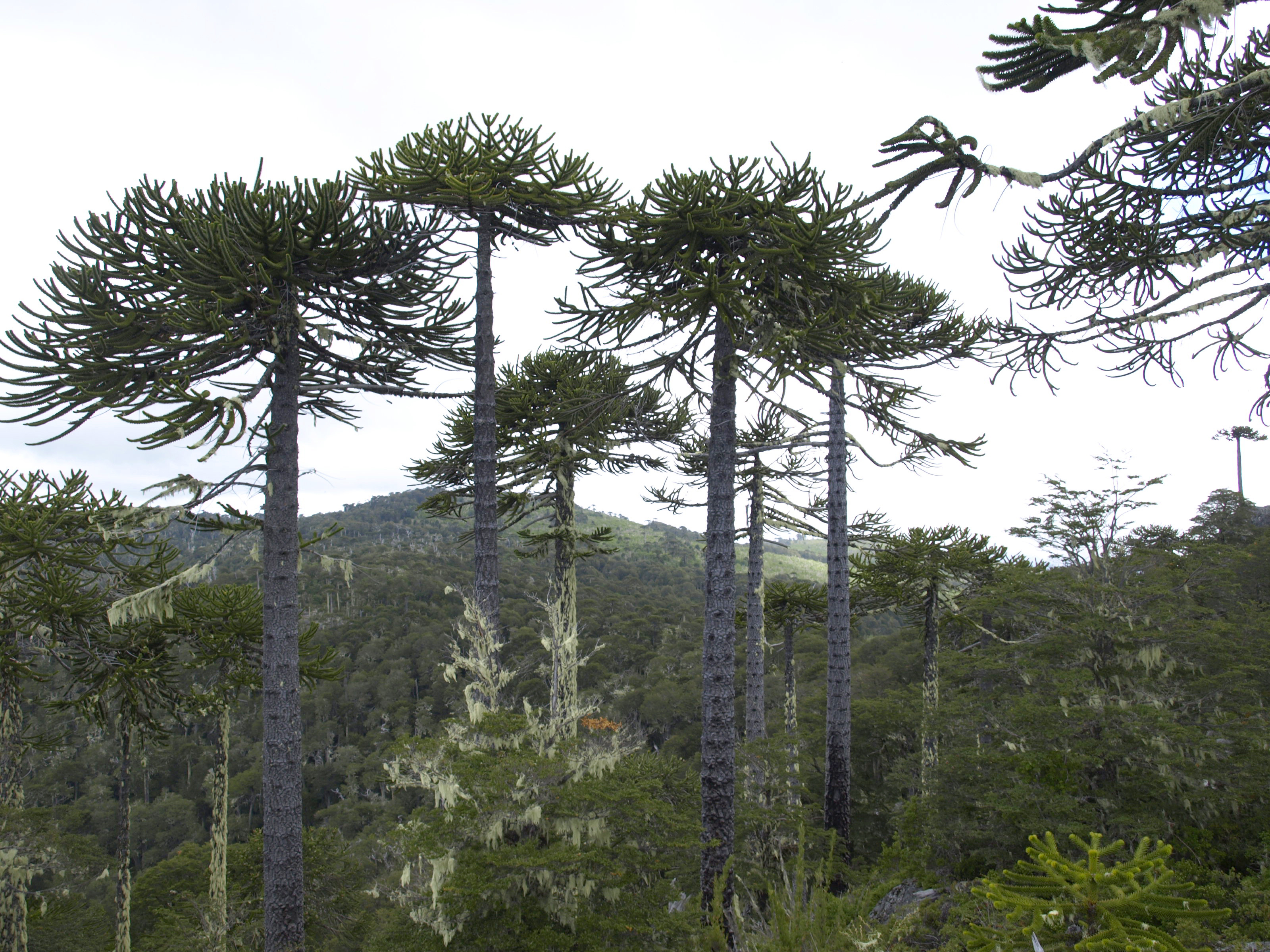

37°43′S 73°2′W / 37.717°S 73.033°W
納韋爾武塔山脈（西班牙語：Cordillera de Nahuelbuta），是智利的山脈，位於該國南部，屬於智利海岸山脈的一部分，橫跨比奧比奧大區和阿勞卡尼亞大區，最高點海拔高度1,565米。